# Prosopocera haemorrhoidalis
Prosopocera haemorrhoidalis là một loài bọ cánh cứng trong họ Cerambycidae.